# Stryjanka Stryj
Stryjanka Stryj – polski klub piłkarski z siedzibą w mieście Stryj (obecnie na Ukrainie), działający w latach 1926–1939.

## Historia
Chronologia nazw:
- 1926: S.K.K.S. [Stryjski Kolejowy Klub Sportowy] Stryjanka Stryj
- 1930: S.S. [Sekcja Sportowa] K.P.W. [Kolejowego Przysposobienia Wojskowego] Stryjanka Stryj – po fuzji z K.P.W. Stryj
- 04.1933: S.K.K.S. [Stryjski Kolejowy Klub Sportowy] Stryjanka Stryj
- 6.03.1938: K.S. [Klub Sportowy] K.P.W. [Kolejowego Przysposobienia Wojskowego] Stryjanka Stryj – po fuzji z K.P.W. Stryj
- 1939: klub rozwiązano

Stryjski Kolejowy Klub Sportowy Stryjanka został założony w Stryju na początku 1926 roku. Już od 30 kwietnia miał status członka nadzwyczajnego Lwowskiego O.Z.P.N. i jeszcze w tym roku wziął udział w rozgrywkach Klasy C podokręgu Lwowskiego OZPN. Zamieszanie związane z powstaniem Ligi całkowicie zakłóciło rozgrywki w 1927 roku i klub po jednym meczu w mistrzostwach rozgrywał tylko mecze towarzyskie w większości tylko z innymi klubami stryjskimi. W 1928 roku Stryjanka razem z innymi klubami ze Stryja - Dror, T.U.R i Pogoń III utworzyły wspólną grupę (Stryj) w rozgrywkach Klasy C, prowadzonych od tego roku przez Wojewódzki Podokręg w Stanisławowie. W grupie drużyna była druga, zdecydowanie za najlepszym Drorem. W 1929 roku zespół wygrał swoją grupę w Klasie C i awansował do barażów o promocję do Klasy B. Przeciwnikami w grach finałowych były drużyny W.K.S. 49 p.p. z Kołomyi i Ż.K.S. Admira Stanisławów. Trzy zwycięstwa i remis zapewniły klubowi awans do Klasy B. W 1930 zespół debiutował pod patronatem miejscowego ogniska Kolejowego Przysposobienia Wojskowego (organizacji paramilitarnej zrzeszającej pracowników P.K.P.), jako jego sekcja sportowa (S.S. K.P.W. Stryjanka Stryj), plasując się w środku tabeli grupy Stanisławów. W 1932 zespół startował w nowoutworzonym podokręgu Podkarpackim Klasy B Lwowskiego OZPN. W kwietniu 1933 klub wrócił do poprzedniej nazwy S.K.K.S. Stryjanka. Sezon 1934 był nieudanym dla klubu, ostatnie 9.miejsce w Klasie A podokręgu Podkarpackiego. W 1935 roku klub miał rozpocząć kolejny sezon w klasie B (grupa I Stryj, Rypne), ale ostatecznie w mistrzostwach nie zagrał. Klub, podobnie jak inne kluby ze Stryja - został najpierw zawieszony przez P.Z.P.N., potem wykluczony ze Związku z powodu sprzeciwu przyłączenia Stryja do Stanisławowskiego OZPN. W 1936 zespół jednak startował w grupie III Klasy B Stanisławowskiego OZPN, ustępując przez gorszy bilans bramkowy jedynie klubowi Strzelec Borysław, który awansował do dalszych gier o promocję do klasy A. Jesienią ruszyły rozgrywki sezonu 1936/37, ale w grupie znów był silniejszy rywal - TESP Kałusz, który awansował do fazy finałowej Klasy B Stanisławowskiego OZPN. W sezonie 1937/38 kluby ze Stryja zgodnie z lutową decyzją Walnego Zgromadzenia PZPN powróciły do Lwowskiego OZPN. Drużyna nowe rozgrywki rozpoczęła w klasie A Podokręgu Podkarpackiego, a jej głównymi przeciwnikami były kluby borysławskie i drohobyckie. 6 marca 1938 roku odbyło się ponowne połączenie z miejscowym Oddziałem K.P.W. Ustalono nową nazwę klubu K.S. K.P.W. Stryjanka w Stryju. Sezon 1937/38 klub ostatecznie zakończył na spadkowej pozycji, ale z pomocą klubowi i przy okazji stryjskiej Skale przyszły władze Lwowskiego OZPN, które podjęły decyzję o zwiększeniu liczby klubów w klasie A do dziewięciu. W sezonie 1938/39 zespół zajął 6.miejsce w tabeli klasy A. Sezon 1938/40 rozpoczął przegraną 2:5 w Schodnicy z beniaminkiem Gazy oraz wygraną 3:2 w derbach ze Skałą, ale na skutek wybuchu II wojny światowej - działalność klubu została zawieszona, zaś po jej zakończeniu już nigdy go nie reaktywowano.

## Sukcesy

### Trofea międzynarodowe
Nie uczestniczył w rozgrywkach europejskich (stan na 31-05-2024).

### Trofea krajowe
| \| \| Zdobyte trofea w rozgrywkach Polski (stan na: 31-05-2024) \| |                                                           |      |          |
| Rozgrywki                                                          | Osiągnięcie                                               | Razy | Sezon(y) |
| Mistrzostwo                                                        | I miejsce                                                 | 0    |          |
| Mistrzostwo                                                        | II miejsce                                                | 0    |          |
| Mistrzostwo                                                        | III miejsce                                               | 0    |          |
| Puchar                                                             | zdobywca                                                  | 0    |          |
| Puchar                                                             | finalista                                                 | 0    |          |
| II liga                                                            | I miejsce                                                 | 0    |          |
| II liga                                                            | II miejsce                                                | 0    |          |
| II liga                                                            | III miejsce                                               | 0    |          |
| Polska                                                             | Zdobyte trofea w rozgrywkach Polski (stan na: 31-05-2024) |      |          |

- Klasa C LOZPN, podokręg Stanisławów
  - mistrz (1): 1929

## Poszczególne sezony

### Rozgrywki międzynarodowe

#### Europejskie puchary
Klub nie uczestniczył w rozgrywkach europejskich.

### Rozgrywki krajowe
| \| Polska \| Bilans występów klubu w rozgrywkach piłkarskich Polski (Stan na 31 maja 2024 r.) \| \| |                                                                                  |        |       |   |   |   |    |    |     |                      |        |        |      |
| Poziom                                                                                              | Rozgrywki                                                                        | Sezony | Mecze | Z | R | P | B+ | B– | Pkt | Lata                 | Awanse | Spadki | Naj. |
| I                                                                                                   | Liga                                                                             | 0      |       |   |   |   |    |    |     |                      |        |        |      |
| II                                                                                                  | Klasa A / Liga Okręgowa                                                          | 0      |       |   |   |   |    |    |     |                      |        |        |      |
| III                                                                                                 | Klasa B / Klasa A                                                                | 9      |       |   |   |   |    |    |     | 1930–1934, 1936–1939 | 0      | 0      | 2    |
| IV                                                                                                  | Klasa C / Klasa B                                                                | 4      |       |   |   |   |    |    |     | 1926–1929            | 1      | 0      | 1    |
| | Puchar Polski                                                                    | 0      |       |   |   |   |    |    |     |                      |        |        |      |
| Polska                                                                                              | Bilans występów klubu w rozgrywkach piłkarskich Polski (Stan na 31 maja 2024 r.) |        |       |   |   |   |    |    |     |                      |        |        |      |

## Struktura klubu

### Stadion
Drużyna rozgrywała swoje mecze domowe w Stryju na stadionie W.F. i P.W.

## Kibice i rywalizacja z innymi klubami

### Derby
- Pogoń Stryj
- RKS Stryj
- TUR Stryj
- Skała Stryj
- Dror Stryj
- Hakoah Stryj